# 借屍還魂 (兵法)
借尸还魂是兵法三十六计的第十四计。
原文为：「有用者，不可借；不能用者，求借。借不能用者而用之，匪我求童蒙，童蒙求我。」（凡有作为的，难以驾驭和控制，不能加以利用；凡没有作为的，往往要依附别人以强立，这就会来求助于我。利用没有作为的并顺势控制它，这不是我受别人支配，而是我支配别人。）

## 按语
借尸还魂，本來是一種法術，原意是指使已死的靈魂，借用另一种外表復活，即奪舍。
在作为计谋运用时，它的实质是利用没有作为或不能有作为的加以控制，例如历史上众多势力都曾拥立傀儡或虚奉名号以图扩张。
它和“假途伐虢”之计有所不同：借尸还魂，借的对象是不确定的；而假途伐虢，“假途伐虢”借的对象是相对确定的。

## 例子
東漢末年，周瑜同劉備互爭荊州統治權。周瑜以吳國於赤壁之戰中出力最多為由，企圖佔領荊州全域。劉備擁立已故州牧劉表之子劉琦，佔領江陵和荊南四郡（長沙、武陵、桂陽、零陵），而後劉琦病死，劉備成了名副其實的荊州之主。
同时期曹操在北方拥立汉献帝，把持朝政，所谓“挟天子以令诸侯”，也是此计的应用之一。